# (5125) Okushiri
(5125) Okushiri (1989 CN1) – planetoida z pasa głównego asteroid okrążająca Słońce w ciągu 3,87 lat w średniej odległości 2,46 j.a. Odkryta 10 lutego 1989 roku.